# 心叶黄瓜菜
心叶黄瓜菜（学名：Paraixeris humifusa）为菊科黄瓜菜属的植物，是中国的特有植物。分布于中国大陆的湖北、四川、云南等地，生长于海拔600米至2,500米的地区，多生在山坡阴湿林中，目前尚未由人工引种栽培。

## 异名
- Ixeris humifusa Dunn
- Ixeris stebbinsiana Hand.-Mazz.